# NGC 4776
NGC 4776 est une petite galaxie lenticulaire située dans la constellation de la Vierge. Sa vitesse par rapport au fond diffus cosmologique est de 3 897 ± 30 km/s, ce qui correspond à une distance de Hubble de 57,5 ± 4,1 Mpc (∼188 millions d'al). NGC 4776 a été découverte par l'astronome britannique John Herschel en 1836.
NGC 4776 en compagnie de NGC 4778 est l'une des galaxies de la paire NGC 4759 qui a été découverte par William Herschel en 1786, mais comme une distance de presque 35 millions d'années-lumière sépare ces deux galaxies, il ne s'agit pas d'une paire physique.
En raison d'une brillance de surface égale à 14,27 mag/am2, on peut qualifier NGC 4776 de galaxie à faible brillance de surface (LSB en anglais pour low surface brightness). Les galaxies LSB sont des galaxies diffuses (D) avec une brillance de surface inférieure de moins d'une magnitude à celle du ciel nocturne ambiant.

## Groupe compact de Hickson 62
NGC 4776 l'une des quatre galaxies du Groupe compact de Hickson 62. Les trois autres galaxies sont NGC 4761, NGC 4764 et NGC 4778. Notons que ces galaxies ne font pas partie d'un groupe de galaxies, mais qu'elles sont simplement dans une région restreinte de la sphère céleste.

## Groupe de NGC 4780
Selon A. M. Garcia, NGC 4776 fait partie du groupe de NGC 4780. Ce groupe de galaxies compte quatre membres. Les trois autres galaxies du groupe sont NGC 4739, NGC 4780 et MCG -1-33-35.